# Pseudagrion pontogenes
Pseudagrion pontogenes – gatunek ważki z rodziny łątkowatych (Coenagrionidae).